# Sélquis
Sélquis (em grego: Σέλκις, Sélcis), Serquete (Serket) ou Selquete (Selket) era a deusa escorpião do Antigo Egito, cujo culto aparece desde a I dinastia da Época Tinita (r. 3100–2686 a.C.) na estela do oficial Merica em Sacará. No Reino Antigo (r. 2686–2160 a.C.), de acordo com os Textos das Pirâmides, era mãe de Neebucau e guardiã do rei falecido; sua importância protetiva aparece em textos nos quais o rei alega: "minha mãe é Ísis, minha enfermeira é Néftis [...] Neite está atrás de mim e Sélquis está diante de mim". Junto com essas deusas, tornou-se uma das quatro divindades que guardaram os sarcófagos e vasos canópicos nos quais órgãos internos embalsamados eram depositados, com Sélquis responsável em proteger Quebesenuefe. É comumente relacionada a Neite, enquanto Ísis a Néftis. Seu papel funerário era grande e foi chamada "dama da bela casa", uma referência ao pavilhão de embalsamamento.
O nome dela é uma abreviação da frase Serket hetyt, que significa "ela que faz a garganta respirar". Por razões mágicas, seu nome até o Reino Novo (r. 1550–1069 a.C.) não era seguido pelo determinativo hieroglífico completo de escorpião. Detinha os títulos de Querepe Sélquis (kherep Serket - "Cetro de Sélquis"), citado na I dinastia, e Sa Sélquis (sa Serket - "Proteção de Sélquis"), citado na V dinastia. Há evidências de que era patrona de magos-médicos que lidavam com mordidas venenosas e tinha poderes que podiam ser usados entre os vivos para curar tais mordidas, porém pouco aparece nos feitiços ligados a picadas de escorpiões. Sua ajuda era necessária no Mundo Inferior, onde, segundo a composição do caixão do Reino Médio (r. 2055–1650 a.C.), conhecido como Livro dos Dois Caminhos, observa uma torção perigosa no caminho.
Sélquis também tinha a função de proteger o faraó reinante. No Reino Novo, cenas que registram o nascimento divino de Amenófis III no Templo de Luxor e de Hatexepsute em seu templo mortuário, Sélquis está presente com Neite apoiando o deus Amom e a rainha no leito conjugal. Também aparece com Néftis na história mitológica do nascimento de Hórus quando as duas deusas ajudam Ísis a guardar o deus infante depois que é picado ou mordido. No mesmo mito, Ísis é acompanhada por sete escorpiões que são emanações de Sélquis e que protegem-a com seu feto, mas também punem uma mulher que se recusa a lhe dar abrigo. Sélquis também tinha uma ligação com a serpente hostil Apófis.
Sélquis foi representada na forma antropomórfica como uma mulher usando um escorpião com calda erguida no topo de sua cabeça. Essa é a descrição padrão da deusa quando aparece em contexto funerário como, por exemplo, na estátua dourada que guardava o tórax do túmulo de Tutancâmon. Em tais ambientes, fica de braços estendidos, protegendo e abraçando sua carga. Em seu aspecto da mãe divina, pode aparecer de maneira bastante diferente com o corpo de uma mulher, armado com facas e com as cabeças de leoa ou crocodilo (p. ex. um papiro mitológico da XXI dinastia). Em cenas funerárias, poderia ser mostrada em forma zoomórfica completa como uma cobra de criação, leoa ou escorpião. Amuletos e imagens das dinastias póstumas que mostram um escorpião com a cabeça de uma mulher usando chifres e disco solar podem representá-la com os atributos de Ísis, podem ser Ísis em forma de escorpião ou simplesmente uma fusão das duas deusas.